# アザム・アリ
アザム・アリ（ペルシア語: اعظم علی、Azam Ali、1970年 - ）は、イラン・テヘラン出身の歌手。

## 来歴
1970年にイランのテヘランで生まれ、幼少時代の大半をインドのパンチガニで過ごす。
1985年のときに、母親と一緒にアメリカ、カリフォルニア州のロサンゼルスに移る。その後、後に彼女の楽器となるサントゥールを見つけ、レッスンに通うことになる。その時レッスンに通っていた先の教師に歌唱力の才能を見出され、歌手の道を進む。
1996年に音楽グループ「VAS」を結成し、ミュージシャンとしてデビュー。2002年からソロ活動を開始する。

## 作風
神秘的なムードとエキゾチックなメロディーが特徴。
歌唱を重ねて幻想的な空間を作り出すスタイルはエンヤと共通するものがある。
サウンドはサントゥールなどの伝統楽器を用い、中東、インドなどを経由した伝統音楽と、エレクトロニカ、クラシックを結びつけたものである。

## アルバム
ソロ・アルバム
- Portals of Grace (2002年)
- Elysium for the Brave (2006年)
- From the Night to the Edge of Day (2011年)

VASとして
- Sunyata (1997年)
- Offerings (1998年)
- In the Garden of Souls (2000年)
- Feast of Silence (2004年)

## 参照
- アザム・アリ｜バイオグラフィー｜IMDb